# Carl Magnus Sjögreen
Carl Magnus Sjögreen, född 28 juni 1828 på Bruzaholm i Ingatorps socken, död 16 juli 1906 på Rydberga vid Strålsnäs i Åsbo socken, var en svensk skogsman.

## Biografi
Carl Magnus Sjögreen var son till bergmästaren och bruksägaren Christian Magnus August Sjögreen och brorson till Carl Eric Sjögreen. Han inskrevs 1846 vid Uppsala universitet och samma år vid Skogsinstitutet, varifrån han utexaminerades 1849. Han var biträdande lärare vid Skogsinstitutet 1849–1851 och underlärare i direktörens ämnen 1851–1856 (under förra halvåret 1855 tillförordnad direktör). Utnämnd till överjägare i västra reviret av Östergötlands län 1856 var han 1859–1860 tillförordnad överjägmästare i Östergötlands län samt blev 1860 föreståndare för Ombergs skogvaktareskola och 1869 jägmästare i Ombergs revir. Dessutom var han skogsförvaltare vid Karlsdals, Bofors och Björkborns bruk 1858–1874 samt vid Finspångs bruk 1862–1874. Efter att 1874–1886 ha varit skogsinspektör i östra distriktet återgick han 1887 till tjänsten som jägmästare i Ombergs revir och föreståndare för den nu till skogsläroverk ombildade skogvaktareskolan. Han pensionerades 1897 och var därefter bosatt på Tomta i Svanshals socken. Sjögreen bedrev skogsvetenskapliga studier i Tyskland 1857–1858 och 1890. 1858 anordnade han med folk från tre socknar det sista vargskallet i Östergötland. Han var verksam vid utarbetandet av ny instruktion för skogs- och jägeristaten 1861 och tillhörde skogsvårdskommittén 1896–1899. Sjögreen införde nya planteringsmetoder och kan sägas ha tagit initiativet till en modern skogsvård i Östergötland. Han utgav Anteckningar under en resa i Tysklands skogar åren 1857 och 1858 (1859) och Harz förr och nu (1891).